# 19e étape du Tour d'Italie 2002
Pour un article plus général, voir Tour d'Italie 2002.
La 19e étape du Tour d'Italie 2002 a eu lieu le 1er juin 2002 entre la ville de Cambiago et celle de Monticello Brianza en Lombardie sur une distance de 44,3 km et sous la forme d'un contre-la-montre individuel. Elle a été remportée par l'Espagnol Aitor González (Kelme-Costa Blanca) devant l'Ukrainien Serhiy Honchar (Fassa Bortolo) et l'Italien Paolo Savoldelli (Index-Alexia Alluminio). Savoldelli conserve le maillot rose de leader au terme de l'étape.

## Classement de l'étape
| \| Classement de l'étape \| Classement de l'étape \| Classement de l'étape \| Classement de l'étape \| Classement de l'étape \| \| Coureur \| Coureur \| Pays \| Équipe \| Temps \| \| --------------------- \| --------------------- \| --------------------- \| ---------------------- \| --------------------- \| \| 1er \| Aitor González \| Espagne \| Kelme-Costa Blanca \| 55 min 56 s \| \| 2e \| Serhiy Honchar \| Ukraine \| Fassa Bortolo \| + 44 s \| \| 3e \| Paolo Savoldelli \| Italie \| Index-Alexia Alluminio \| + 1 min 17 s \| \| 4e \| Tyler Hamilton \| États-Unis \| CSC-Tiscali \| + 1 min 31 s \| \| 5e \| Bert Grabsch \| Allemagne \| Phonak Hearing Systems \| + 2 min 22 s \| \| 6e \| Pietro Caucchioli \| Italie \| Alessio \| + 2 min 35 s \| \| 7e \| Georg Totschnig \| Autriche \| Gerolsteiner \| + 2 min 47 s \| \| 8e \| Rik Verbrugghe \| Belgique \| Lotto-Adecco \| + 2 min 48 s \| \| 9e \| Juan Manuel Gárate \| Espagne \| Lampre-Daikin \| + 2 min 53 s \| \| 10e \| Daniele Nardello \| Italie \| Mapei-Quick Step \| + 3 min 14 s \| |                    |            |                        |              |
| |                    |            |                        |              |
| |                    |            |                        |              |
| Classement de l'étape |                    |            |                        |              |
| Coureur | Coureur            | Pays       | Équipe                 | Temps        |
| 1er | Aitor González     | Espagne    | Kelme-Costa Blanca     | 55 min 56 s  |
| 2e | Serhiy Honchar     | Ukraine    | Fassa Bortolo          | + 44 s       |
| 3e | Paolo Savoldelli   | Italie     | Index-Alexia Alluminio | + 1 min 17 s |
| 4e | Tyler Hamilton     | États-Unis | CSC-Tiscali            | + 1 min 31 s |
| 5e | Bert Grabsch       | Allemagne  | Phonak Hearing Systems | + 2 min 22 s |
| 6e | Pietro Caucchioli  | Italie     | Alessio                | + 2 min 35 s |
| 7e | Georg Totschnig    | Autriche   | Gerolsteiner           | + 2 min 47 s |
| 8e | Rik Verbrugghe     | Belgique   | Lotto-Adecco           | + 2 min 48 s |
| 9e | Juan Manuel Gárate | Espagne    | Lampre-Daikin          | + 2 min 53 s |
| 10e | Daniele Nardello   | Italie     | Mapei-Quick Step       | + 3 min 14 s |

## Classement général
| \| Classement général \| Classement général \| Classement général \| Classement général \| Classement général \| \| Coureur \| Coureur \| Pays \| Équipe \| Temps \| \| ------------------ \| ------------------ \| ------------------ \| ---------------------- \| ------------------ \| \| 1er \| Paolo Savoldelli \| Italie \| Index-Alexia Alluminio \| 58 h 00 min 29 s \| \| 2e \| Tyler Hamilton \| États-Unis \| CSC-Tiscali \| + 1 min 41 s \| \| 3e \| Pietro Caucchioli \| Italie \| Alessio \| + 2 min 12 s \| \| 4e \| Juan Manuel Gárate \| Espagne \| Lampre-Daikin \| + 3 min 14 s \| \| 5e \| Pavel Tonkov \| Russie \| Lampre-Daikin \| + 5 min 34 s \| \| 6e \| Aitor González \| Espagne \| Kelme-Costa Blanca \| + 6 min 54 s \| \| 7e \| Georg Totschnig \| Autriche \| Gerolsteiner \| + 7 min 02 s \| \| 8e \| Fernando Escartín \| Espagne \| Team Coast \| + 7 min 07 s \| \| 9e \| Rik Verbrugghe \| Belgique \| Lotto-Adecco \| + 9 min 24 s \| \| 10e \| Dario Frigo \| Italie \| Tacconi Sport \| + 11 min 50 s \| |                    |            |                        |                  |
| |                    |            |                        |                  |
| |                    |            |                        |                  |
| Classement général |                    |            |                        |                  |
| Coureur | Coureur            | Pays       | Équipe                 | Temps            |
| 1er | Paolo Savoldelli   | Italie     | Index-Alexia Alluminio | 58 h 00 min 29 s |
| 2e | Tyler Hamilton     | États-Unis | CSC-Tiscali            | + 1 min 41 s     |
| 3e | Pietro Caucchioli  | Italie     | Alessio                | + 2 min 12 s     |
| 4e | Juan Manuel Gárate | Espagne    | Lampre-Daikin          | + 3 min 14 s     |
| 5e | Pavel Tonkov       | Russie     | Lampre-Daikin          | + 5 min 34 s     |
| 6e | Aitor González     | Espagne    | Kelme-Costa Blanca     | + 6 min 54 s     |
| 7e | Georg Totschnig    | Autriche   | Gerolsteiner           | + 7 min 02 s     |
| 8e | Fernando Escartín  | Espagne    | Team Coast             | + 7 min 07 s     |
| 9e | Rik Verbrugghe     | Belgique   | Lotto-Adecco           | + 9 min 24 s     |
| 10e | Dario Frigo        | Italie     | Tacconi Sport          | + 11 min 50 s    |

## Classements annexes
| Classement par points | Classement par points | Classement par points | Classement par points        | Classement par points |
| Coureur               | Coureur               | Pays                  | Équipe                       | Points                |
| --------------------- | --------------------- | --------------------- | ---------------------------- | --------------------- |
| 1er                   | Mario Cipollini       | Italie                | Acqua & Sapone-Cantina Tollo | 159 pts               |
| 2e                    | Massimo Strazzer      | Italie                | Phonak Hearing Systems       | 158 pts               |
| 3e                    | Aitor González        | Espagne               | Kelme-Costa Blanca           | 106 pts               |
| 4e                    | Tyler Hamilton        | États-Unis            | CSC-Tiscali                  | 86 pts                |
| 5e                    | Alessandro Petacchi   | Italie                | Fassa Bortolo                | 81 pts                |

| Classement par points | Classement par points | Classement par points | Classement par points        | Classement par points |
| Coureur               | Coureur               | Pays                  | Équipe                       | Points                |
| --------------------- | --------------------- | --------------------- | ---------------------------- | --------------------- |
| 1er                   | Mario Cipollini       | Italie                | Acqua & Sapone-Cantina Tollo | 159 pts               |
| 2e                    | Massimo Strazzer      | Italie                | Phonak Hearing Systems       | 158 pts               |
| 3e                    | Aitor González        | Espagne               | Kelme-Costa Blanca           | 106 pts               |
| 4e                    | Tyler Hamilton        | États-Unis            | CSC-Tiscali                  | 86 pts                |
| 5e                    | Alessandro Petacchi   | Italie                | Fassa Bortolo                | 81 pts                |

| Classement de la montagne | Classement de la montagne  | Classement de la montagne | Classement de la montagne | Classement de la montagne |
| Coureur                   | Coureur                    | Pays                      | Équipe                    | Points                    |
| ------------------------- | -------------------------- | ------------------------- | ------------------------- | ------------------------- |
| 1er                       | Julio Alberto Pérez Cuapio | Mexique                   | Ceramica Panaria-Fiordo   | 69 pts                    |
| 2e                        | José Castelblanco          | Colombie                  | Colombia-Selle Italia     | 33 pts                    |
| 3e                        | Pavel Tonkov               | Russie                    | Lampre-Daikin             | 25 pts                    |
| 4e                        | Daniele De Paoli           | Italie                    | Alessio                   | 22 pts                    |
| 5e                        | Sergio Barbero             | Italie                    | Lampre-Daikin             | 20 pts                    |

| Classement de la montagne | Classement de la montagne  | Classement de la montagne | Classement de la montagne | Classement de la montagne |
| Coureur                   | Coureur                    | Pays                      | Équipe                    | Points                    |
| ------------------------- | -------------------------- | ------------------------- | ------------------------- | ------------------------- |
| 1er                       | Julio Alberto Pérez Cuapio | Mexique                   | Ceramica Panaria-Fiordo   | 69 pts                    |
| 2e                        | José Castelblanco          | Colombie                  | Colombia-Selle Italia     | 33 pts                    |
| 3e                        | Pavel Tonkov               | Russie                    | Lampre-Daikin             | 25 pts                    |
| 4e                        | Daniele De Paoli           | Italie                    | Alessio                   | 22 pts                    |
| 5e                        | Sergio Barbero             | Italie                    | Lampre-Daikin             | 20 pts                    |

| Classement par équipes | Classement par équipes | Classement par équipes | Classement par équipes |
| Équipe                 | Équipe                 | Pays                   | Temps                  |
| ---------------------- | ---------------------- | ---------------------- | ---------------------- |
| 1re                    | Alessio                | Italie                 | 257 h 11 min 00 s      |
| 2e                     | Lampre-Daikin          | Italie                 | + 30 min 00 s          |
| 3e                     | Rabobank               | Pays-Bas               | + 40 min 06 s          |
| 4e                     | CSC-Tiscali            | Danemark               | + 41 min 41 s          |
| 5e                     | Mapei-Quick Step       | Italie                 | + 45 min 45 s          |

| Classement par équipes | Classement par équipes | Classement par équipes | Classement par équipes |
| Équipe                 | Équipe                 | Pays                   | Temps                  |
| ---------------------- | ---------------------- | ---------------------- | ---------------------- |
| 1re                    | Alessio                | Italie                 | 257 h 11 min 00 s      |
| 2e                     | Lampre-Daikin          | Italie                 | + 30 min 00 s          |
| 3e                     | Rabobank               | Pays-Bas               | + 40 min 06 s          |
| 4e                     | CSC-Tiscali            | Danemark               | + 41 min 41 s          |
| 5e                     | Mapei-Quick Step       | Italie                 | + 45 min 45 s          |